# Барабановский сельсовет
Барабановский сельсовет — сельское поселение в Новосергиевском районе Оренбургской области Российской Федерации.
Административный центр — село Барабановка.

## История
Статус и границы сельского поселения установлены Законом Оренбургской области от 9 марта 2005 года № 1906/314-III-ОЗ «О муниципальных образованиях в составе муниципального образования Новосергиевский район Оренбургской области»

## Население
| 2010 | 2012 | 2013 | 2014 | 2015 | 2016 | 2017 |
| ---- | ---- | ---- | ---- | ---- | ---- | ---- |
| 913  | ↘908 | ↗911 | ↘880 | ↘879 | ↘851 | →851 |
| 2018 | 2019 | 2020 | 2021 |      |      |      |
| ↘832 | ↘816 | ↘805 | ↘785 |      |      |      |

## Состав сельского поселения
| № | Населённый пункт | Тип населённого пункта       | Население |
| - | ---------------- | ---------------------------- | --------- |
| 1 | 9 км             | разъезд                      | 32        |
| 2 | Барабановка      | село, административный центр | 718       |
| 3 | Миролюбовка      | село                         | 0         |
| 4 | Родниковое Озеро | посёлок                      | 163       |